# إيا (ملكة)
إيا أو إيي ، هي ملكة مصر قديمة غير حاكمة أو زوجة ملك ، عاشت في عهد الأسرة الثالثة عشرة.

## حياتها
إيا معروفة من مصدرين : فتظهر على لوحة جنائزية موجودة حالياً في متحف بمدينة فورتسبورج الألمانية. و عليها نرى أنها كانت جزءاً من عائلة مؤثرة من رجال البلاط الملكي و كان لها صلة بالوزير عنخو (على الأرجح كان وزيراً في عهد الملك خنجر).
كما يأتي ذكرها أيضا في بردية بولاق 18. و التي هي تدوين للحساب الإداري في قصر من قصور أحد ملوك الأسرة الثالثة عشرة في طيبة. و تم العثور عليه في قبر الكاتب الملكي نفرحتب ، و اسم الملك صاحب القصر في هذه البردية تم الحفاظ عليه جزئيا فقط. و العديد من العلماء قرأوا بقايا الاسم على أنه سوبك حتب الثاني، على الرغم من رفض علماء آخرين لهذه القراءة. و تشمل الاقتراحات الأخرى لقراءة الاسم الملك إنتف الخامس والملك إمري مشعو. و لذلك، هناك بعض الشكوك حول تحديد زوج الملكة إيا.